# Remparts de Chalon-sur-Saône
Les remparts de Chalon-sur-Saône sont des remparts situés sur le territoire de la commune de Chalon-sur-Saône dans le département français de Saône-et-Loire et la région Bourgogne-Franche-Comté.

## Historique
Ils font l'objet d'une inscription au titre des monuments historiques depuis le 28 décembre 1937.